# ماديسون جونز
ماديسون جونز (بالإنجليزية: Madison Jones)‏ (21 مارس 1925، ناشفيل في الولايات المتحدة - 9 يوليو 2012، أوبورن في الولايات المتحدة)؛ روائي أمريكي.

## الجوائز
- زمالة غوغنهايم